# František Vrhel
František Vrhel (28. května 1943 Klatovy – 16. června 2023 Praha) byl český etnolog, iberoamerikanista, znalec latinskoamerických literatur a vysokoškolský pedagog.

## Biografie
Po maturitě v rodných Klatovech začal studovat chemickou technologii, už po roce však přešel na Filozofickou fakultu Univerzity Karlovy, kde se v letech 1962–1967 věnoval oborům španělština a ruština. Zajímal se o literaturu (z ruských autorů to byl především Puškin, z latinskoamerických Adolfo Bioy Casares a poté zejména Jorge Luis Borges), zároveň se však začal zabývat nativními jazyky Iberoameriky. V té době rovněž absolvoval studijní pobyt v Havaně, kde si nejen rozšířil odborné znalosti, ale také položil základ své knihovny. Roku 1969 pod vedením prof. Oldřicha Běliče obhájil doktorskou práci z oboru srovnávací literatury a stal se aspirantem prof. Vladimíra Skaličky. V letech 1978–1979 následovala jeho pracovní cesta do Mexika, kde se věnoval indiánským jazykům státu Oaxaca, a v letech 1981–1982 do Peru, kde se zabýval typologií kečuánštiny.
Od roku 1972 působil František Vrhel jako vědecký tajemník ve Středisku iberoamerických studií (SIAS) Filozofické fakulty Univerzity Karlovy, vedeném tehdy prof. Josefem Polišenským. Tam se těžištěm jeho zájmu stal nativní svět Ameriky a obecná etnologie. V té době zahájil svou přednáškovou a publikační činnost. Později přešel na Katedru etnografie a folkloristiky, jejímž vedoucím se v r. 1991 stal, a po její transformaci v Ústav etnologie se stal jeho ředitelem. Mimo jiné prosazoval lingvistickou antropologii, což znamenalo přesah etnologie do lingvistiky.

## Zájem o literaturu
František Vrhel se od 80. let zabýval dílem Jorge Luise Borgese, kterého začal překládat. K jeho významným počinům v této oblasti patří překlad Fantastické zoologie a povídky Etnograf, která v roce 1999 vyšla ve studentském antropologickém časopisu CARGO. Ještě pro předrevoluční Odeon převedl do češtiny řadu Borgesových povídek. Borgesovi zasvětil i některé odborné práce, např. Borges y Praga (příspěvek na konferenci pořádané na Universidad de Palermo v dubnu 1998) nebo studii K motivu Golema v díle Jorge Luise Borgese (Souvislosti, sv. XIII, s. 230–235). Vrhel také hledal spojitosti Borgese a etnologie, což vedlo k napsání studie Borges a etnologie: James G. Frazer (Cargo, roč. 3, sv. 1–2, s. 53–65).

## Akademické funkce
Na svém pracovišti František Vrhel vždy dbal na intenzivní styky s odbornými institucemi v zahraničí. V letech 1991–1994 se stal proděkanem pro zahraniční záležitosti. Následně v letech 1994–2000 stál v čele fakulty jako její děkan.

## Ocenění
- V roce 2018 obdržel Stříbrnou medaili Univerzity Karlovy u příležitosti 75. narozenin.

## Publikované práce
- Úvod do studia nativních jazyků Iberoameriky, Praha: Univerzita Karlova, 1976.
- Antropologie sexuality: Sociokulturní hledisko, Panorama biologické a sociokulturní antropologie 4, Brno: Nadace Universitas Masarykiana, 2002.
- Pygmejové: Sempernitas ethnologica? Praha, 2006, In: Etnologie a kuriozity, s. 7–17.
- Ars poetica, Praha, 2006, In: Svět literatury 16, č. 33, s. 221–223 (recenze v časopise).
- Chaos a etnologie, Praha, 2006, In: Český lid, 93 č. 3, s. 303–317.
- Antropologie sexuality, erotiky a lásky (kapitola 4). In: Kruh prstenu. 1. vyd. 2007, Brno: Akadermické nakladatelství CERM, Nakladatelství a vydavatelství NAUMA; s. 187–229. ISBN 978-807204-493-1, (soubor) CERM, 978-80-86258-70-6 (soubor) NAUMA.
- Etnologie a pražský strukturalismus: Petr G. Bogatyrev. In: Český lid 94. 2007, č. 4, s. 337-347. ISSN 0009-0794.
- Hesla v encyklopedii (Headings). In: Lidová kultura. Národopisná encyklopedie Čech, Moravy a Slezska. 1. vyd. 2007, Praha: Mladá fronta; s. 27–28, 54–54, 137–138, 329–330, 780–781, 1041–1042. ISBN 978-80-204-1712-1, 978-80-204-1450-2.
- Malinowski a psychoanalýza. In: Sex a represe v divošské společnosti. 1. vyd. 2007, Praha: SLON; s. 225–232. ISBN 978-80-86429-76-2.
- Etnologie a pražský strukturalismus II: Claude Lévi-Strauss. In: Český lid. 2008, roč. 95, č. 1, s. 1–15. ISSN 0009-0794.
- Pojem lévistraussovské „torze“. In: Český lid. 2008, roč. 95, č. 4, s. 369–382. ISSN 0009-0794.
- Případ Pirahá. In: Český lid 2009, roč. 96, č. 2, s. 147–163. ISSN 0009-0794.
- Vlastní jména: etnologická reflexe. In: Studia Ethnologica Pragensia, 2010/1, s. 13–24. ISSN 1803-9812.
- Wittgenstein a etnologie: James G. Frazer, Studia Ethnologica Pragensia, sv. 1, ed. Miloš Tomandl, Praha: Univerzita Karlova v Praze, Filozofická fakulta, s. 13–25.
- Ontica Tarahumara, Studia Ethnologica Pragensia, sv. 2, ed. Miloš Tomandl, Praha: Univerzita Karlova v Praze, Filozofická fakulta, s. 13–21.
- Symbol: A Transcultural View, Studia Ethnologica Pragensia, sv. 1, ed. Miloš Tomandl, Praha: Univerzita Karlova v Praze, Filozofická fakulta, s. 13–19.
- Jazyky nativní Iberoameriky a misie, Studia Ethnologica Pragensia, sv. 2, ed. Miloš Tomandl, Praha: Univerzita Karlova v Praze, Filozofická fakulta, s. 13–22.
- Ethnology and Prague structuralism: Petr G. Bogatyrev, Zeszyty Etnologii Wrocławskiej nr 2013/1(18), 5–19.
- Jorge Luis Borges a etnologie: James G. Frazer, Studia Ethnologica Pragensia, sv. 1, ed. Miloš Tomandl, Praha: Univerzita Karlova, Filozofická fakulta, s. 13–22.
- Mužství a ženství: etnologická perspektiva.  Muž a žena – vztahové súvislosti v kontexte múzejných sbierok, Bratislava 2014, s. 30–47.